# Casablanca (Taradell)
Casablanca és una masia de Taradell (Osona) inclosa a l'Inventari del Patrimoni Arquitectònic de Catalunya.

## Descripció
Edifici civil. Masia de planta basilical que consta de PB, 1er p. i golfes al cos central. La façana, orientada a migdia presenta un portal rectangular i sis finestres amb ampit distribuïdes simètricament. A llevant s'obre una finestra a la planta i una altra al 1er p., a tramuntana dues finestres a la planta i una altra a les golfes. Els laterals del cos central no tenen obertura.
El voladís dels ràfecs es escàs però presenten una decoració feta amb teules sobreposades.
L'estat de conservació es bo.

## Història
Masia que es troba a uns dos-cents metres de la carretera de Vic.
Va ser construïda a principis del segle xix i se la coneixia per "Can Jaume" i constatava en el nomenclàtor de la província de Barcelona com "Masia de Labor".
Com diu el carreu damunt la llinda (d'una forma molt subjectiva) fou reformada l'any 1939 en acabar la guerra.